# آرامگاه پیر محله
بقعه پیر محله مربوط به دوره ایلخانی است و در شهرستان رودسر، روستای پیرمحله واقع شده و این اثر در تاریخ ۵ دی ۱۳۵۶ با شمارهٔ ثبت ۱۵۴۲ به‌عنوان یکی از آثار ملی ایران به ثبت رسیده است.